# Eigeltingen
Eigeltingen település Németországban, azon belül Baden-Württembergben. Lakosainak száma 3957 fő (2023. december 31.). Eigeltingen Aach, Engen és Mühlingen községekkel határos.

## Népesség
A település népessége az elmúlt években az alábbi módon változott:
| Lakosok száma | 2747 | 2719 | 2961 | 2740 | 2827 | 3130 | 3374 | 3563 | 3708 | 3957 |
|               | 1961 | 1967 | 1974 | 1980 | 1987 | 1993 | 2000 | 2006 | 2013 | 2023 |